# Arrondissement Montargis
Arrondissement Montargis (fr. Arrondissement de Montargis) je správní územní jednotka ležící v departementu Loiret a regionu Centre-Val de Loire ve Francii. Člení se dále na 12 kantonů a 126 obcí.

## Kantony
- Bellegarde
- Briare
- Château-Renard
- Châtillon-Coligny
- Châtillon-sur-Loire
- Courtenay
- Ferrières-en-Gâtinais
- Gien
- Lorris
- Amilly
- Châlette-sur-Loing
- Montargis